# 西图滕
西图滕（挪威語：Vestre Toten）是挪威的一個市镇，位於内陆郡，行政中心为賴于福斯镇。市镇面积为249平方公里，人口数量为12,597人（2004年），人口密度为每平方公里54人。